# 302ª Squadriglia
La 302ª Squadriglia del Servizio Aeronautico del Regio Esercito dal 31 luglio 1918 difendeva la città di Pescara.

## Storia
Il 31 agosto 1917 la Sezione Difesa di Pescara nasce a Torino ed il 26 ottobre arriva all'Aeroporto di Pescara al comando del Sottotenente Atino Restrelli che dispone di 2 Farman 14.
Il 31 luglio 1918 diventa 302ª Squadriglia ed in settembre arrivano un pilota e 4 Ansaldo S.V.A..
Il 15 settembre dispone di 8 aerei per 5 piloti ed in novembre del comandante Capitano Angelo D'Angelantonio con un altro pilota.
In dicembre ci sono 6 piloti per 8 SVA 3.
Viene sciolta il 18 gennaio 1919.